# 2014年ソチオリンピックのタイ選手団
2014ねんソチオリンピックのタイ選手団（2014ねんソチオリンピックのタイせんしゅだん）は、2014年2月7日から23日までロシアのソチで開催されたソチオリンピックタイ選手団の名簿。

## 選手団
- 人員: 選手 2人
- 開会式旗手: カネート・スジャリットクル

## アルペンスキー
- カネート・スジャリットクル

男子大回転 (65位、3:15.06)
男子回転 (途中棄権)
- ヴァネッサ・メイ

女子大回転 (67位、3:26.97)